# 귓속뼈

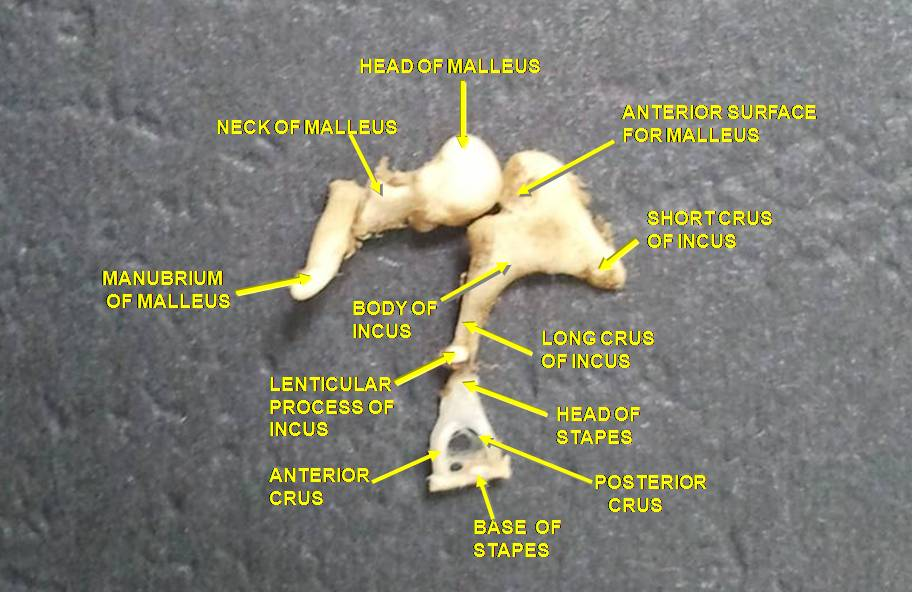

귓속뼈(영어: ossicle, auditory ossicle, 고실뼈, 청소골) 또는 이소골은 척추동물 중에서도 양서류 이상에서만 발견된다. 어류에서는 턱을 지탱하는 뼈의 일부가 청소골의 역할을 한다. 잉어나 뱀장어, 메기 등에서는 베버소골이라 하여 내이에 소리를 전달하는 작은 뼈가 있으며, 양서류, 파충류, 조류에서는 이소주(耳小柱)라고 하는 막대모양의 작은 뼈를 가지고 있다.
Ossicle은 "작은 뼈, 소골"이라는 뜻이다. 이소골, 청소골의 "소골"이 작은 뼈라는 의미이다.
포유류에서는 가운데귀의 3개의 뼈로 구성되어 있으며, 고막 쪽에서부터 망치뼈, 모루뼈, 등자뼈라 한다. 망치뼈는 청소골의 뼈 중 가장 큰 것으로 망치모양을 하고 있다. 망치의 자루부분은 고막과 연결되어 있으며, 머리부분의 뒷면에는 안장모양의 오목한 부분이 있어 모루뼈와 관절을 이룬다. 길고 짧은 자루가 있으며, 그 끝이 등자뼈와 관절을 이룬다. 망치뼈나 등자뼈는 각각 인대에 의해 주위의 뼈 벽에 고정되어 있으며 얇은 점막으로 싸여 있다. 따라서 고막이 받은 진동은 망치뼈, 모루뼈, 등자뼈를 통하여 증폭되어 속귀로 전달되게 된다.

## 같이 보기
- 바깥귀
- 가운데귀
- 속귀
- 고실

1. ↑  대한의협 의학용어 사전, 대한해부학회 의학용어 사전 https://www.kmle.co.kr/search.php?Search=auditory+ossicle&EbookTerminology=YES&DictAll=YES&DictAbbreviationAll=YES&DictDefAll=YES&DictNownuri=YES&DictWordNet=YES